# Ḩasan ‘Abdāl
Ḩasan ‘Abdāl (persiska: حسن عبدال, خَسَنَبدَل, حَسَن اَبدالی, هَسَنَبدال) är en ort i Iran.   Den ligger i provinsen Zanjan, i den nordvästra delen av landet, 280 km väster om huvudstaden Teheran. Ḩasan ‘Abdāl ligger 1 687 meter över havet och antalet invånare är 276.
Terrängen runt Ḩasan ‘Abdāl är kuperad västerut, men österut är den platt.Runt Ḩasan ‘Abdāl är det ganska glesbefolkat, med 47 invånare per kvadratkilometer. Närmaste större samhälle är Zanjan, 7,7 km nordväst om Ḩasan ‘Abdāl. Trakten runt Ḩasan ‘Abdāl består i huvudsak av gräsmarker.